# Rudolf Tyrolt

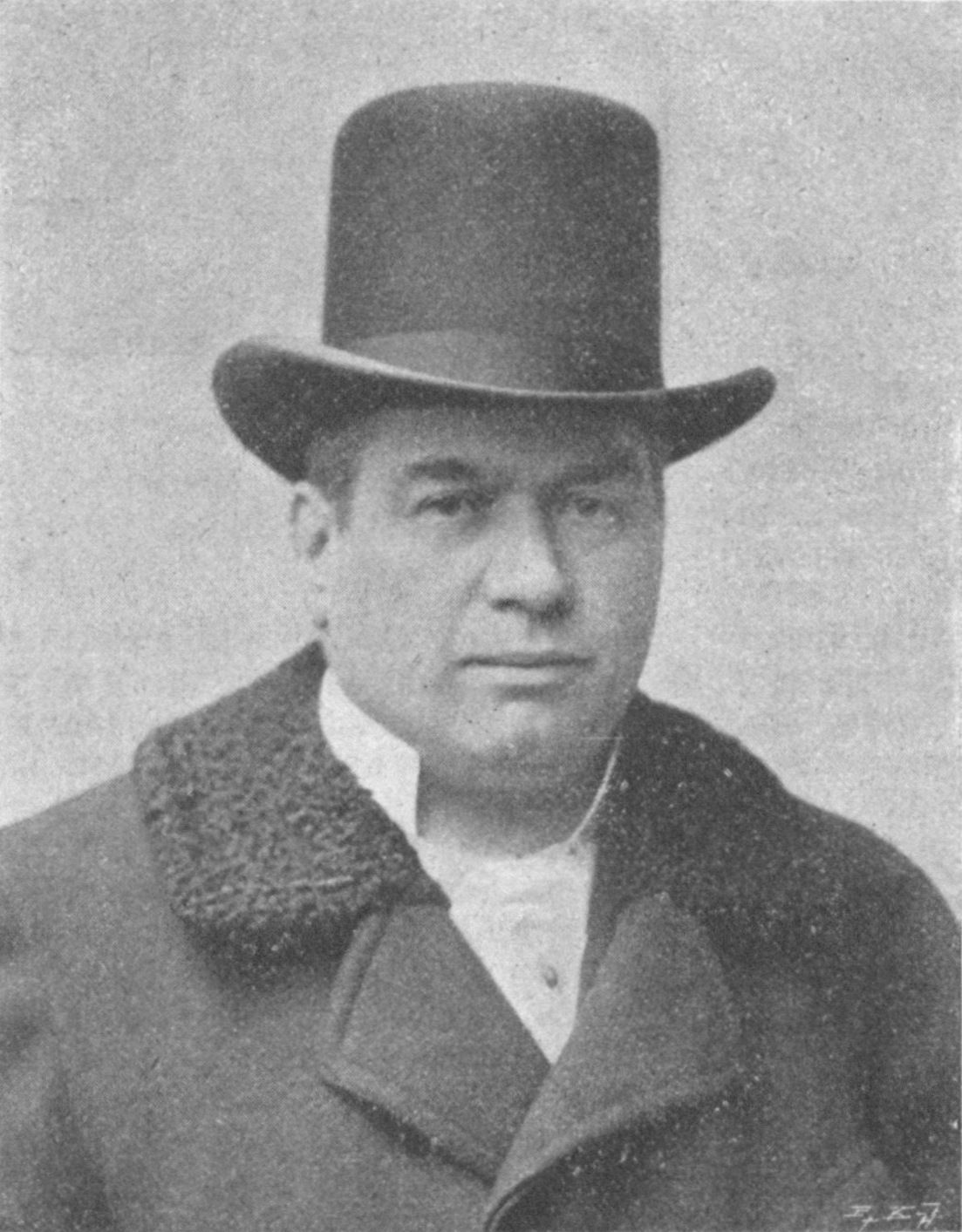
Rudolf Tyrolt (Photographie von Rudolf Krziwanek, 1901)

Rudolf Tyrolt (* 23. November 1848 in Rottenmann, Steiermark; † 22. Juni 1929 in Gutenstein, Niederösterreich) war ein österreichischer Schauspieler und Schriftsteller.

## Leben
Rudolf Tyrolt, Sohn des nicht unvermögenden k.k. Finanzrates Anton Tyrolt und dessen Ehefrau Louise, besuchte zunächst das Ober-Gymnasium Preßburg, 1859 kam er an das gräflich Löwenburg’sche Piaristenkonvikt (eigentlich: Löwenburg’sches Stipendium im Piaristenkonvikt) in Wien-Josefstadt, wo er mit Begeisterung an dem zur Faschingszeit veranstalteten Komödienspiel teilnahm. 1861 kam Tyrolt an das Benediktinerkonvikt Melk, kehrte 1862 an das Preßburger Gymnasium zurück und maturierte 1866. Verbunden mit der Pensionierung des Vaters, zog die Familie während der auch in Preßburg wirkenden Wirren der verlorenen Schlacht bei Königgrätz nach Graz, wo Tyrolt an der lokalen Universität zunächst Jurisprudenz studierte, sich jedoch im weiteren Studienverlauf für Philosophie entschied und am 6. Oktober 1870 zum Dr. phil. promoviert wurde.
Während seiner Studienzeit in Graz, wo er 1869/70, nach kurzer Zeit bei der akademischen Burschenschaft Stiria, Mitglied der Arminia Graz wurde, entwickelte Tyrolt durch die für ihn örtlich große Verwandtschaft, jedoch insbesondere durch studentische Beziehungen gegebenen Sozialkontakte eine Nähe zu dem von ihm gesuchten, von bedeutenden Persönlichkeiten repräsentierten Bühnen- und Autorenmilieu. Unter anderem traf Tyrolt wiederholt auf Friedrich Mitterwurzer (1844–1897), Friedrich Marx (1830–1905), Ludwig Martinelli (1832–1913), Johann Daniel Ludwig Löwe (1795–1871), Franz Wallner (1810–1876), Peter Rosegger (1843–1918) sowie Josefine Gallmeyer (1838–1884). Sein eigenes Talent als (Amateur-)Schauspieler konnte Tyrolt durch Auftritte auf Liebhaberbühnen weiterentwickeln.
Bereits zwei Tage nach erfolgter Promotion, am 8. Oktober 1870, betrat Tyrolt am Grazer landschaftlichen Theater die Bühne. Noch im Oktober 1870 von Graz zu Franz Czernits (1814–1894) an das Stadttheater Olmütz engagiert, kam er ab Ostern 1871 an das von Adolf Franckel geleitete Königlich städtische Theater. in Brünn. Vom Eröffnungsabend am 15. September 1872 an bis 1884 war er am Wiener Stadttheater engagiert, wo er in seiner Kunst durch Heinrich Laube (1806–1884) geformt wurde, 1884 bis Ende 1888 am Burgtheater (1887 k.u.k. Hofschauspieler), ab 1889 am Deutschen Volkstheater und außerdem noch am Theater in der Josefstadt. Gastauftritte hatte er an den Bühnen in Graz und Linz; ab 1889/90 war er Professor am Wiener Konservatorium.
Tyrolt war für die Darstellung von Wiener Volkstypen bekannt. Zu seinem 40. Bühnenjubiläum schuf Arnold Hartig 1910 in Wien eine hochformatige Bronzeplakette mit seinem Porträt (im Profil von rechts). 
Als Der alte Grutz in Karl Schönherrs Komödie Erde beendete Tyrolt gemäß einem seiner Ehefrau zur Goldenen Hochzeit gegebenen Versprechen am 19. Dezember 1926 seine Schauspielerlaufbahn und zog sich in seine Gutensteiner Villa zurück.
Einige Wochen vor seinem Ableben trat bei Tyrolt ein Bluterguss ins Gehirn ein. Nach einer kurzen Phase der Besserung, in der der Schauspieler seinen Freunden im Deutschen Volkstheater einen Besuch abgestattet hatte, erlitt Rudolf Tyrolt, der letzte große Volksschauspieler, einen neuerlichen Schlaganfall, dem er zwei Wochen später, im Beisein seiner 1875 angetrauten Ehefrau, der preußischen Hofschauspielerin Ernestine (Erna) Wiehler (* 1. Juni 1850 in Leipzig; † 17. Februar 1930 in Gutenstein), erlag. Er wurde am 24. Juni 1929 in Gutenstein zur letzten Ruhe bestattet.
1930 wurde eine Verkehrsfläche in Wien-Meidling Tyroltgasse benannt.

## Werke
Rudolf Tyrolt war auch als Bühnenautor und Schriftsteller tätig.
- Árpád Berczik, –: Die öffentlichen Angelegenheiten. Lustspiel in einem Aufzug nach dem Ungarischen bearbeitet von Rudolf Tyrolt. Neues Wiener Theater, Band 95, ZDB-ID 2249236-7. Rosner, Wien 1879.
- Aus der Theaterwelt. Ernste und heitere Bilder (1879)
- Zwei Comödianten. Lustspiel in einem Aufzug. Neues Wiener Theater, Band 101, ZDB-ID 2249236-7. Rosner, Wien 1880.
- mit Moritz Loebel: Meister Potier. Lustspiel in einem Aufzug. Neues Wiener Theater, Band 118, ZDB-ID 2249236-7. Rosner, Wien 1885.
- Chronik des Wiener Stadttheaters 1872–1884. Ein Beitrag zur deutschen Theatergeschichte (1889) – Volltext (archive.org).
- Ferdinand Raimund. Volkstümliche Vorträge, Band 13. Allgemeiner niederösterreichischer Volksbildungsverein, Zweig Wien und Umgebung, Krems 1891.
- Aus dem Tagebuche eines Wiener Schauspielers. 1848–1902. Erinnerungen und Betrachtungen (1904) – Volltext (archive.org).
- Allerlei von Theater und Kunst (1909)
- Vom Lebenswege eines alten Schauspielers (1914)
- Theater und Schauspieler. Aphorismen, Betrachtungen, Kritiken (1927)

## Auszeichnungen, Ehrungen, Preise
- Ritterkreuz des Franz-Joseph-Ordens[14]
- Große goldene Salvatormedaille der Stadt Wien[14]
- Ehrenmitglied des Deutschen Volkstheaters[14]
- Ehrenmitglied der Städtischen Bühnen Graz[14]
- Bürger der Stadt Wien (1923)
- Ehrenbürger von Rottenmann[14]
- Ehrenbürger von Gutenstein[14]

## Schüler
- Clara Drucker